# Uterga
Uterga est une municipalité de la communauté forale de Navarre, dans le nord de l'Espagne. 
C'est aussi le nom du chef-lieu de la municipalité qui est situé dans la zone non bascophone de la province et à 19 km de sa capitale, Pampelune. Le castillan est la seule langue officielle alors que le basque n’a pas de statut officiel.
Le secrétaire de mairie est aussi celui d'Adiós, Enériz, Legarda, Muruzábal, Obanos, Tirapu, Úcar[réf. nécessaire].
Le Camino navarro du Chemin de Saint-Jacques-de-Compostelle passe par cette localité.

## Géographie

### Localités limitrophes
|           |        | Zariquiegui (Cendea de Cizur) |
|           | Uterga |                               |
| Muruzábal |        |                               |

Entre parenthèses sont indiqués les municipios (municipalités ou cantons)
dont dépendent les concejos (communes) ou autres localités mineures.

## Démographie
| Évolution démographique                                 | Évolution démographique | Évolution démographique | Évolution démographique | Évolution démographique | Évolution démographique | Évolution démographique | Évolution démographique | Évolution démographique | Évolution démographique | Évolution démographique |
| 1996                                                    | 1998                    | 1999                    | 2000                    | 2001                    | 2002                    | 2003                    | 2004                    | 2005                    | 2006                    | 2007                    |
| ------------------------------------------------------- | ----------------------- | ----------------------- | ----------------------- | ----------------------- | ----------------------- | ----------------------- | ----------------------- | ----------------------- | ----------------------- | ----------------------- |
| 141                                                     | 141                     | 136                     | 138                     | 140                     | 162                     | 175                     | 171                     | 170                     | 166                     | 169                     |
| Sources : Uterga et instituto de estadística de navarra |                         |                         |                         |                         |                         |                         |                         |                         |                         |                         |

## Culture et patrimoine

### Pèlerinage de Saint-Jacques-de-Compostelle
Sur le Camino navarro du Pèlerinage de Saint-Jacques-de-Compostelle, on vient de Zariquiegui par l'Alto del Perdón ; les prochaines étapes sont Muruzábal, puis Obanos avec l’église San Guilhem et la chapelle Arnotegui.

### Sources et bibliographie
- (es) Cet article est partiellement ou en totalité issu de l’article de Wikipédia en espagnol intitulé « Uterga » (voir la liste des auteurs).
- J.-Y. Grégoire, L. Laborde-Balen, « Le Chemin de Saint-Jacques en Espagne - De Saint-Jean-Pied-de-Port à Compostelle - Guide pratique du pèlerin », Rando Éditions, mars 2006,  (ISBN 2-84182-224-9)
- « Camino de Santiago St-Jean-Pied-de-Port - Santiago de Compostela », Michelin et Cie, Manufacture Française des Pneumatiques Michelin, Paris, 2009,  (ISBN 978-2-06-714805-5)
- « Le Chemin de Saint-Jacques Carte Routière », Junta de Castilla y León, Editorial Everest